# 5-й добровольчий Галицький полк СС
5-й добровольчий Галицький полк СС — німецький поліцейський підрозділ СС, сформований 5 липня 1943 року з українських галицьких добровольців, які не потрапили на службу до 14-ї гренадерської дивізії СС  . Розформовано 9 червня 1944 року.

## Історія
З першого набору добровольців, не допущених до 14-ї гренадерської дивізії СС, було створено полки поліції СС з номерами 4, 5, 6, 7, 8. Вони призначалися для поліцейських операцій, тому добровольці проходили окрему військову підготовку, адаптовану до поліцейської служби, і мали форму допоміжної поліції. Формування цих підрозділів координувалося сформованим у Берліні штабом на чолі з полковником Шуцполіції Ріхардом Штаном. Основним завданням цих частин було забезпечення тилу німецької армії у Східній Галичині та інших окупованих територіях Європи, у тому числі й у Нідерландах та Франції  .
Полк із самого початку навчався у Німеччині. Спочатку в ньому було 1374 бійця, і ним командував оберштурмбанфюрер Франц Лехталер. З 20 лютого по 9 червня 1944 року полк дислокувався на річці Буг із завданням побудови укріпрайонів. Штаб полку і 1-го батальйону дислокувалися в Хелмі, 2-й батальйон - у Грубешуві, 3-й батальйон - у Білій-Підляські . У березні та квітні полк брав участь у боях з польськими та радянськими партизанами. Після встановлення контактів із загонами Української повстанської армії на Люблінщині безліч бійців дезертувало до лав повстанців. Серед дезертирів був Мар'ян Лукасевич-«Ягода», згодом командувач куренем «Вовки».
У полку, можливо з непорозуміння, було кілька дрібних бойових сутичок із загонами УПА. Наприклад 29 лютого у селі Горбків на Сокальщині (загинув один партизан). 20 березня в селі Лудин Володимирського району полк прийшов на допомогу Українському легіону самооборони, який зазнав нападу бандерівців. Після двогодинного бою підрозділ 5-го полку відступив, втративши 1 бійця вбитим та 3 пораненими. Партизани втратили 1 вбитим та 2 пораненими  .
У березні 1944 р. 4-й і 5-й галицькі поліцейські полки були передані під протекцію командувача СС і командира поліції в Кракові, який, незважаючи на накази та нагадування, наказав на їх розформування тільки в червні 1944 р. 22 квітня 1944 року Генріх Гіммлер наказав направити поліцейські полки на передові операції на Східному фронті, наказ не був виконаний поліцейським командуванням.
9 червня 1944 полк був розформований, а його колишні бійці були мобілізовані в кінці червня 1944 в 14-у гренадерську дивізію СС.
Після поразки 14-ї дивізії в битві при Бродах у липні 1944 року вцілілі з поліцейських полків (включаючи залишки розбитого 5-го полку поліції СС) були включені до 14-ї гренадерської дивізії СС у рамках її реорганізації в тренувальному таборі міста Нойх.